# IGEM
The International Genetically Engineered Machine competition（iGEM, アイジェム）は、マサチューセッツ工科大学で毎年11月ごろ開催される合成生物学の大会である。主に大学生や大学院生が参加し、合成生物学の大会としては世界最大規模。
大会への参加チームは独自の生物学的デバイスを設計し、夏の間に各種の遺伝子パーツを用いて完成させ、大会当日に作品についてのプレゼンテーションを行う。毎年、自由な発想によりさまざまな作品が発表されており、ユニークな作品例としては大腸菌で作られた血液などが挙げられる。また、デバイスを構成する遺伝子パーツは大会本部から送付されるBioBrickをそのまま使用するほか、自ら作り出すことも可能である。2012年の大会ではおよそ1,500ものパーツが新しく作られた。優れたパーツは、翌年から大会本部より公式に配布されるようになる。
2004年に初大会が開催されてから参加チーム数は伸び続けている。2013年の大会には36か国から215チーム・4,000人以上が参加し、日本からも11チームが出場した。

## 結果
2010年までの大会は予選と決勝から構成された。予選で高評価を受けた6チームのみが決勝に進み、その中から優勝チームが決定された。2011年からの大会は地方大会、ボストン大会、そして決勝から構成されている。各地方大会で高評価を受けたチームがボストンでの大会に進む。2013年からはボストン大会での表彰が学部生のみで構成されるチームの部門 (Undergraduate) と大学院生を含むチームの部門 (Overgraduate) に分かれた。
優れたプレゼンテーションやポスター、Wikiを発表したチームなどに対して特別賞が授与される。その他、大会本部より設定された項目の達成度により金、銀、銅メダルが複数のチームに贈られる。
|      | Undergraduate 1位    | Undergraduate 2位                                                                                                  | Undergraduate 3位                                                                                                  | Overgraduate 1位                                                                                                   | Overgraduate 2位                                                                                                   | Overgraduate 3位                                                                                                   | 詳細結果          |
| ---- | -------------------- | --- | --- | --- | --- | --- | ----------------- |
| 2014 | ハイデルベルク大学   | インペリアル・カレッジ・ロンドン                                                                                   | 国立交通大学 | カリフォルニア大学デービス校                                                                                       | ヴァーヘニンゲン大学                                                                                               | ダルムシュタット工科大学                                                                                           | iGEM 2014         |
| 2013 | ハイデルベルク大学   | ミュンヘン工科大学                                                                                                 | インペリアル・カレッジ・ロンドン                                                                                   | パリ大学 | ビーレフェルト大学                                                                                                 | 中山大学 | iGEM 2013         |
|      | 1位                  | 2位 | 3位 | 4位 | 5位 | 6位 | 詳細結果          |
| 2012 | フローニンゲン大学   | リュブリャナ大学                                                                                                   | パリ大学 | ミュンヘン大学 | | | iGEM 2012         |
| 2011 | ワシントン大学       | インペリアル・カレッジ・ロンドン                                                                                   | 浙江大学 | マサチューセッツ工科大学                                                                                           | | | iGEM 2011         |
| 2010 | リュブリャナ大学     | 北京大学 | ブリストル大学 | ケンブリッジ大学                                                                                                   | インペリアル・カレッジ・ロンドン                                                                                   | デルフト工科大学                                                                                                   | iGEM 2010         |
| 2009 | ケンブリッジ大学     | ハイデルベルク大学                                                                                                 | バレンシア大学 | フライブルク大学                                                                                                   | フローニンゲン大学                                                                                                 | インペリアル・カレッジ・ロンドン                                                                                   | iGEM 2009         |
| 2008 | リュブリャナ大学     | フライブルク大学                                                                                                   | カリフォルニア工科大学                                                                                             | ハーバード大学 | 国立陽明大学 | カリフォルニア大学バークレー校                                                                                     | iGEM 2008         |
| 2007 | 北京大学             | パリ大学・リュブリャナ大学・カリフォルニア大学バークレー校・カリフォルニア大学サンフランシスコ校・中国科学技術大学 | パリ大学・リュブリャナ大学・カリフォルニア大学バークレー校・カリフォルニア大学サンフランシスコ校・中国科学技術大学 | パリ大学・リュブリャナ大学・カリフォルニア大学バークレー校・カリフォルニア大学サンフランシスコ校・中国科学技術大学 | パリ大学・リュブリャナ大学・カリフォルニア大学バークレー校・カリフォルニア大学サンフランシスコ校・中国科学技術大学 | パリ大学・リュブリャナ大学・カリフォルニア大学バークレー校・カリフォルニア大学サンフランシスコ校・中国科学技術大学 | iGEM 2007         |
| 2006 | リュブリャナ大学     | インペリアル・カレッジ・ロンドン                                                                                   | プリンストン大学                                                                                                   | | | | iGEM 2006         |
| 2005 | 2005年以前は順位なし | 2005年以前は順位なし                                                                                               | 2005年以前は順位なし                                                                                               | 2005年以前は順位なし                                                                                               | 2005年以前は順位なし                                                                                               | 2005年以前は順位なし                                                                                               | iGEM 2005         |
| 2004 |                      | | | | | | IAP 2004 SBC 2004 |
| 2003 |                      | | | | | | IAP 2003          |

1. ↑  2007年は6校が決勝に進出したが、2位以下の順位は決定されなかった。

### 日本の大学
過去にiGEMへ参加したチーム数（世界）と日本チーム（五十音順）の結果は以下の通り。
- 2006年 37チーム参加
  - 千葉大学
  - 東京連合（東京工業大学、東京大学、慶應義塾大学の連合チーム）

- 2007年 54チーム参加
  - 金メダル：東京工業大学
  - 銅メダル：千葉大学

- 2008年 84チーム参加
  - 金メダル：東京工業大学
  - 銀メダル：千葉大学
  - 参加：京都大学

- 2009年 112チーム参加
  - 金メダル：大阪大学、千葉大学、東京工業大学
  - 銀メダル：京都大学
  - 銅メダル：東京大学、東京農工大学

- 2010年 128チーム参加
  - 金メダル：京都大学、京都工芸繊維大学、千葉大学、東京工業大学、東京農工大学
  - 銀メダル：東京大学、北海道大学
  - 銅メダル：大阪大学、首都大学東京

京都工芸繊維大学は特別賞である最優秀ポスター賞を受賞（日本勢では初）。また、フライブルク大学チーム主催の面白フォトコンテストでも最優秀賞を受賞。東京工業大学は8つある部門のうち、Information Processing 部門で最優秀賞を受賞（部門賞は日本勢では初）。
- 2011年 
  - アジア大会 41チーム参加
    - 金メダル：東京工業大学、東京農工大学
    - 銀メダル：大阪大学、京都大学、京都工芸繊維大学、首都大学東京、東京大学
    - 銅メダル：北海道大学
    - 参加：神奈川工科大学
    - 参加辞退：早稲田大学

大阪大学、東京工業大学、東京農工大学は本大会へ出場。東京工業大学は Model 部門で最優秀賞を受賞。東京農工大学は最優秀ポスター賞を受賞。北海道大学は最優秀 wiki 賞を受賞。また、アジア大会でのみおこなわれた Mascot fun run というアミューズメント競技において、東京農工大学が金メダル、東京大学が銀メダル、京都工芸繊維大学が銅メダルを受賞。
- - 本大会 66チーム参加
    - 進出チーム：大阪大学、東京工業大学、東京農工大学

東京工業大学は Sweet sixteen（ベスト16）に選出、また iGEMers Prize（各チームの投票による賞）を受賞。
- 2012年
  - アジア大会 55チーム参加
    - 金メダル：京都大学、北海道大学、東京工業大学、東京大学（ソフトウェア）
    - 銀メダル：京都工芸繊維大学、東京大学、東京農工大学
    - 銅メダル：大阪大学、神奈川工科大学、愛媛大学、首都大学東京
    - 参加辞退：埼玉大学

  - 本大会 71チーム参加
    - 進出チーム：京都大学、東京工業大学、東京大学（ソフトウェア）

東京工業大学は8つある部門のうち、Information Processing 部門で最優秀賞を受賞。東京大学（ソフトウェア）は Best interaction with the parts registry 賞を受賞。また、東京工業大学は今大会において金メダル連続受賞の世界記録を6年連続に延長。この記録を続けているのは東京工業大学、カリフォルニア大学バークレー校、エジンバラ大学、フライブルク大学の4校のみ。
- 2013年
  - アジア大会 68チーム参加
    - 金メダル：東京工業大学、東京農工大学
    - 銀メダル：京都大学、京都工芸繊維大学、千葉大学、北海道大学
    - 銅メダル：大阪大学、首都大学東京、東京大学、長浜バイオ大学
    - 参加：神奈川工科大学

  - 本大会 73チーム参加
  - 進出チーム：東京工業大学、北海道大学

東京工業大学は8つある部門のうち、Information Processing 部門の Undergraduate で最優秀賞を受賞し、金メダル連続受賞の世界記録を7年連続に延長。